# This Type Of Thinking Could Do Us In
This Type of Thinking (Could Do Us In) este cel de-al treilea album al trupei Chevelle.

## Lista Piese
1. "The Clincher" – 3:43
2. "Get Some" – 4:27
3. "Vitamin R (Leading Us Along)" – 3:43
4. "Still Running" – 3:43
5. "Breach Birth" – 4:03
6. "Panic Prone" – 3:49
7. "Another Know-It-All" – 4:18
8. "Tug-o-War" – 4:32
9. "To Return" – 3:42
10. "Emotional Drought" – 5:24
11. "Bend the Bracket" – 5:05

## Topuri
Album
| An   | Top               | Pozitie |
| ---- | ----------------- | ------- |
| 2004 | The Billboard 200 | 8       |

Single-uri
| An   | Piesa                          | Top                    | Pozitie |
| ---- | ------------------------------ | ---------------------- | ------- |
| 2004 | "Vitamin R (Leading Us Along)" | The Billboard Hot 100  | 68      |
| 2004 | "Vitamin R (Leading Us Along)" | Mainstream Rock Tracks | 1       |
| 2004 | "Vitamin R (Leading Us Along)" | Modern Rock Tracks     | 3       |
| 2005 | "The Clincher"                 | Mainstream Rock Tracks | 3       |
| 2005 | "The Clincher"                 | Modern Rock Tracks     | 8       |
| 2005 | "Panic Prone"                  | Mainstream Rock Tracks | 26      |